# Un soir, un train
Un soir, un train és una pel·lícula dramàtica franco-belga de 1968 dirigida per André Delvaux, protagonitzada per Yves Montand i Anouk Aimée. Explica la història de Mathias, un professor de lingüística d'una universitat on els estudiants mantenen animades discussions sobre el nacionalisme i la moral flamenca. Durant un viatge en tren, la francòfona amb qui viu Mathias desapareix i ell la va a buscar a una ciutat desconeguda. La pel·lícula està basada en la novel·la De trein der traagheid de Johan Daisne.

## Sinopsi
Hivern 1967-1968. Mathias és professor de lingüística en una universitat flamenca que podria ser la de Lovaina (al principi es fan al·lusions específiques a l'afer de Lovaina, quan el professor s'enfronta a una vaga d'estudiants que han anat a manifestar-se contra la presència de francòfons en aquesta universitat). Viu amb l'Anne, una francesa incòmoda en aquest país del qual no comparteix la cultura, tot i que fa tot el possible per participar-hi de bon grat treballant com a dissenyadora de teatre per a l'obra renaixentista Elckerlijc que Mathias posa en escena. La seva vida junts, minada per malentesos, pateix aquest malestar.
Una tarda, Mathias agafa el tren (a l'estació d'Anvers) per anar a donar una conferència a una altra ciutat. Se sorprèn veure que Anne se l'uneix al seu compartiment, pel que sembla per intentar una reconciliació. Però la presència d'altres passatgers impedeix que es parlin entre ells. En Mathias s'adorm i es desperta quan el tren s'ha aturat al capvespre al mig del camp. Anne ha desaparegut. Mathias baixa per la pista, troba dos coneguts. El tren se'n va de sobte, deixant els tres homes en un univers totalment incomprensible, on intenten en va comportar-se de manera racional.

## Repartiment
- Yves Montand com a Mathias
- Anouk Aimée com a Anne
- Adriana Bogdan com a Moira
- Hector Camerlynck com a Hernhutter
- François Beukelaers com a Val
- Michael Gough com a Jeremiah
- Senne Rouffaer com a Elckerlyc
- Domien De Gruyter com a Werner
- Jan Peré com a Henrik

## Recepció
Aurélien Ferenczi de Télérama va escriure el 2009: "L'enginy de la pel·lícula és com troba equivalents visuals inusuals als temes clàssics del cinema d'autor dels anys 60—-al cor, estem molt a prop d'Antonioni. Yves Montand i Anouk Aimée són fantàstics, i Un soir, un train és potser, senzillament, la millor pel·lícula del seu director."

## Taquilla
Segons els registres de Fox, la pel·lícula necessitava 1.650.000 dòlars en vendes per arribar a l'equilibri i l'11 de desembre de 1970 havia guanyat 525.000 dòlars, per la qual cosa va suposar una pèrdua per a l'estudi.